# Spinalnerv
Ein Spinalnerv (Nervus spinalis), auch Rückenmark(s)nerv genannt, ist der über seine Vorder- und Hinterwurzel der einen Seite eines bestimmten Rückenmarksegments zugeordnete Nerv. Die Spinalnerven gehören zum peripheren Nervensystem. Zwischen zwei Wirbeln tritt jeweils ein Paar Spinalnerven aus dem Wirbelkanal. Der Mensch besitzt insgesamt (meist) 31 paarige Spinalnerven.

## Anzahl der Spinalnerven
Die Benennung der einzelnen Spinalnerven entspricht ihrem Rückenmarkssegment und folgt auch aus den Wirbelsäulenabschnitten, denen sie entstammen, ihren Austrittsstellen. Das Paar der beiden obersten Spinalnerven tritt direkt unter dem Hinterhaupt aus, also oberhalb des ersten Halswirbels. Da auch das unterhalb des siebenten Halswirbels austretende Spinalnervenpaar (C8) noch dem Halsbereich zugeordnet ist, gibt es acht zervikale Spinalnervenpaare bei nur sieben Halswirbeln. Die weiter kaudal folgenden Spinalnerven tragen dann gleiche Namen und Nummern wie der darüberliegende Wirbelkörper. Insgesamt ergeben sich somit beim Menschen in der Regel
- Halsbereich: 8 zervikale Nervenpaare, C1–C8
- Brustbereich: 12 thorakale Nervenpaare, Th1–Th12
- Lendenbereich: 5 lumbale Nervenpaare, L1–L5
- Kreuzbeinbereich: 5 sakrale Nervenpaare, S1–S5
- Steißbeinbereich: (meist) 1 kokzygeales Nervenpaar, Co1

Abweichungen sind nicht selten; sie können auch im Zusammenhang mit Fehlbildungen der Wirbelsäule vorkommen.

## Anteile eines Spinalnervs

Querschnitt des Rückenmarks

Laminae und Nuclei der grauen Substanz

Spinalnerven bilden sich im Prinzip durch Vereinigung jeweils einer efferenten und einer afferenten Nervenwurzel, die das Rückenmark an verschiedenen Stellen verlassen und im Wirbelkanal zunächst noch räumlich getrennt vorliegen. Diese Erkenntnis geht auf Charles Bell und François Magendie zurück (Bell-Magendie-Gesetz).
Die afferenten Anteile leiten Informationen aus dem Körperinneren und von der Körperoberfläche zum Rückenmark. Ihre Zellkörper liegen im Spinalganglion (Ganglion spinale), das sich im Zwischenwirbelloch befindet. Ihre Axone ziehen über die Hinterwurzel, Radix posterior (bei Tieren Radix dorsalis), in die graue Substanz des Rückenmarks oder über dessen weiße Substanz zum Gehirn, wo die weitere Verarbeitung erfolgt.
Die zu einem Muskel führenden motorisch efferenten Axone sind Teil der Motoneurone. Deren Somata liegen in der grauen Substanz des Rückenmarks. Die Motoneurone eines Muskels liegen locker gruppiert in Form eines spindelförmigen Kerns im Vorderhorn des Rückenmarks. Die Efferenzen eines Kerns können dabei über verschiedene Nervenwurzeln austreten. Über die gesamte Länge des Rückenmarks betrachtet bilden diese Kerne die sogenannte motorische Kernsäule. In jedem Segment treten efferente Axone über die Vorderwurzel, Radix anterior/ventralis, aus dem Rückenmark und vereinigen sich mit den ankommenden Afferenzen zu einem gemeinsamen Spinalnervenstamm (Truncus nervi spinalis). Eine Ausnahme stellt das erste Spinalnervenpaar (C1) dar, das rein motorisch ist (siehe Nervus suboccipitalis).
Im Bereich des Brust- und Lendenabschnitts des Rückenmarks gibt es auch sympathische Wurzelzellen. Sie liegen im Nucleus intermediolateralis der grauen Substanz und ziehen ebenfalls in der Vorderwurzel zum Truncus nervi spinalis. Über einen weißen Verbindungsast (Ramus communicans albus) ziehen sie dann zum Grenzstrang, in dessen Ganglien ein Teil der Fasern auf das sogenannte zweite Neuron umgeschaltet wird. Die umgeschalteten Anteile ziehen typischerweise in einem grauen Verbindungsast (Ramus communicans griseus) wieder zu einem Spinalnervenstamm zurück.
Im Bereich des Kreuzmarks gibt es parasympathische Wurzelzellen. Diese Efferenzen ziehen ebenfalls zum gemeinsamen Spinalnervenstamm. Sie versorgen die unteren Bauch- und Beckeneingeweide.

## Verlauf außerhalb des Wirbelkanals
Der Truncus nervi spinalis verlässt den Wirbelkanal über das Zwischenwirbelloch (Foramen intervertebrale) und zweigt sich dann jeweils in mehrere Äste auf:
- Ramus posterior (Ramus dorsalis) für die Versorgung der wirbelsäulennahen Haut und Muskulatur (Autochthone Rückenmuskulatur).
- Ramus anterior (Ramus ventralis) für die Versorgung der Haut und Muskulatur des wirbelsäulenfernen Rückens, der seitlichen und bauchseitigen Körperabschnitte sowie der Extremitäten.
- Ramus communicans albus und Ramus communicans griseus zur Weiterleitung visceroefferenter und visceroafferenter Informationen
- Ramus meningeus für die Innervation der Rückenmarkshäute

Das von einem Spinalnerven versorgte Hautgebiet bezeichnet man als Dermatom, die versorgten Muskeln als Myotom.

## Plexus
Insbesondere im Bereich der Gliedmaßenursprünge bilden die Rami anteriores/ventrales der Spinalnerven Nervengeflechte (Plexus) mit ihren Nachbarn. Dabei mischen sich Fasern mehrerer Rückenmarkssegmente und formen wiederum Nerven. Jeder dieser Plexusnerven hat somit Anteile mehrerer Rückenmarkssegmente. Daher kommt es bei Ausfall nur einer Nervenwurzel bzw. eines Spinalnerven nicht zu einer vollständigen Lähmung (Paralyse) der versorgten Muskeln, sondern nur zu einer mehr oder weniger stark ausgeprägten Kraftminderung (Parese).